# Đường cao tốc vành đai Đài Loan

Biểu tượng của đường cao tốc

Đường cao tốc vành đai Đài Loan (tiếng Trung: 台湾环线高速公路, Hán Việt: Đài Loan hoàn tuyến cao tốc công lộ) là một tuyến đường cao tốc được đề xuất và có tính giả thuyết bao quanh hòn đảo Đài Loan và là một phần của Hệ thống đường cao tốc tại Trung Quốc của Cộng hòa Nhân dân Trung Hoa. Tuyến đường này hiện không thể thực hiện được trên thực tế do tình hình chính trị hiện nay giữa hai bờ eo biển Đài Loan. Đài Loan hiện đã phát triển cho mình một hệ thống đường cao tốc.
Theo kế hoạch của Cộng hòa Nhân dân Trung Hoa, đường cao tốc sẽ đi qua các thành phố lớn nhất của Đài Loan là Đài Bắc, Tân Trúc, Đài Trung, Đài Nam, Cao Hùng, Đài Đông, Hoa Liên, Nghi Lan, Cơ Long, trước khi quay trở lại Đài Bắc.
Tuy nhiên, hiện các tuyến cao tốc của Đài Loan cũng đã được xây dựng trùng với phạm vi của tuyến cao tốc được đề xuất này, từ Đài Bắc:
- Quốc lộ 1 từ Đài Bắc tới Cao Hùng dọc theo bờ biển phía tây
- Tỉnh lộ 1 từ Cao Hùng tới Phương Sơn
- Tỉnh lộ 9 từ Phương Sơn tới La Đông
- Quốc lộ 5 từ La Đông tới Đài Bắc[2]

Tuy nhiên, Đài Loan hiện chưa xây dựng tuyến cao tốc ở phía đông hòn đảo từ Cao Hùng tới La Đông.